# Kai (zangeres)
Kai, artiestennaam van Alessia De Gasperis Brigante (Toronto, 17 maart 1990) is een Canadees zangeres. 

## Biografie
Kai werkte al samen met Childish Gambino, Diplo, Jessie J en Skrillex. In 2016 scoorde ze een hit met Flume: Never Be Like You.

## Discografie

### Singles
| Single met hitnotering(en) in de Vlaamse Ultratop 50 | Datum van verschijnen | Datum van binnenkomst | Hoogste positie | Aantal weken | Opmerkingen |
| ---------------------------------------------------- | --------------------- | --------------------- | --------------- | ------------ | ----------- |
| Never Be like You                                    | 2016                  | 27-02-2016            | 10              | 21           |             |